# Nesreća u Sevesu
U Sevesu, talijanskom gradiću 20-ak kilometara od Milana, 10. srpnja 1976. godine iz kemijskog postrojenja ICMESA za proizvodnju herbicida i pesticida u atmosferu je oslobođen gust oblak pare koji je sadržavao oko 2 kg TCDD-a (2,3,7,8-tetraklordibenzodioksin). Nošen vjetrom dioksin se proširio po cijelom područuju da bi potom kišom bilo onešićeno oko 1800 hektara tla. 
Zbog posljedice trovanja liječeno je više od 2000 ljudi, a u tom je području znatno porasao i broj spontanih pobačaja u mjesecima nakon katastrofe. Više od 80 000 životinja usmrćeno je zbog sprječavanja mogućih štetnih utjecaja na ljude. 
Ukupna šteta procjenjuje se na više od 40 milijuna eura. Akcident u Sevesu jedan je od najvećih i najpoznatijih u povijesti što se tiče kemijskih industrija.